# Amrulláh Sálih
Amrulláh Sálih (* 15. října 1972, Pandžšír, Afghánistán) je afghánský politik. Na přelomu let 2018 až 2019 krátce zastával funkci ministra vnitra. Od 19. února 2020 byl viceprezidentem země. Poté, co prezident Ašraf Ghaní v srpnu 2021 uprchl ze země, se Sálih v souladu s ústavou prohlásil jejím úřadujícím prezidentem. V září téhož roku však Afghánistán opustil i on.

## Život
Amrulláh Sálih ztratil rodiče již v dětství. V 90. letech bojoval po boku Ahmada Šáha Masúda. Jeho protitalibanské postoje se zintezívnily poté, co příslušníci tohoto hnutí v roce 1996 zbili a mučili jeho sestru (†2016), aby zjistili, kde se Sálih nachází.
Po útocích z 11. září 2001 se Sálih stal významným zdrojem pro americkou CIA. V letech 2004 až 2010 byl ředitelem afghánské zpravodajské služby NDS. Z této funkce byl sesazen po útoku na mírovou konferenci v Kábulu v roce 2010. Na několik let se pak stáhl z politického života.
Na přelomu let 2018 a 2019 krátce zastával funkci ministra vnitra, po volbách v roce 2019 se stal viceprezidentem.
Již několikrát se jej Tálibán pokusil zavraždit. V září 2020 u jeho konvoje explodovala výbušnina nastražená v autě, při útoku zemřelo nejméně deset lidí.
Po pádu Kábulu do moci Tálibánu a útěku prezidenta Ašrafa Ghaního se v srpnu 2021 podle ústavy prohlásil úřadujícím prezidentem a odešel do rodného Pandžšíru, kde se připojil k Ahmadu Masúdovi a zdejšímu centru odporu. Po dobytí Pandžšíru Tálibánem v září 2021 ale i on zemi opustil a uchýlil se do Tádžikistánu. Dne 11. září 2021 tálibští bojovníci zavraždili Sálihova bratra Ruhulláha Azízího.
Hnutí Tálibán již 19. srpna 2021 vyhlásilo vznik nového státního útvaru – Islámského emirátu Afghánistán. Jeho politickým a náboženským vůdcem se tak stal Hajbatulláh Achúndzáda, který je velitelem hnutí.